# Ambassade de la république démocratique du Congo en France
Ne doit pas être confondu avec Ambassade du Congo en France.
L'ambassade de la république démocratique du Congo en France est la représentation diplomatique de la république démocratique du Congo près la République française. Elle est située à Paris ; son ambassadeur est Émile Ngoy Kasongo depuis 2023.

## Ambassade
L'ambassade est située cours Albert-Ier dans le 8e arrondissement de Paris.

## Chefs de mission diplomatique de la république démocratique du Congo en France
| Date de nomination | Date de nomination | Date de remise des lettres de créance | Date de remise des lettres de créance | Diplomate                          |
| ------------------ | ------------------ | ------------------------------------- | ------------------------------------- | ---------------------------------- |
| 1966               |                    |                                       |                                       | Joseph Mbeka                       |
| 1969               |                    |                                       |                                       | André Mandi                        |
| 1971               |                    |                                       |                                       | Pierre-Ferdinand Bokata W'ekila    |
| 1973               |                    |                                       |                                       | Kapella Kinduelu                   |
| 1976               |                    |                                       |                                       | Bokonga Ekanga Botombele           |
| 1979               |                    |                                       |                                       | Kititwa Tumansi Benga-Ntundu       |
| 1980               |                    |                                       |                                       | Mokolo Wa Mpombo                   |
| 1984               |                    |                                       |                                       | Kimasi Matwiku Nasaula             |
| 1985               |                    |                                       |                                       | Dominique Sakombi Inongo (en)      |
| 1987               |                    |                                       |                                       | Bokonga Ekanga Botombele (2e fois) |
| 1990               |                    |                                       |                                       | Raymond Ramazani Baya              |
| 1996               |                    |                                       |                                       |                                    |
| 2001               |                    |                                       |                                       | Eddy Angulu                        |
| 2005               |                    |                                       |                                       | Jean de Dieu Moleka Liambi         |
| 2007               |                    |                                       |                                       |                                    |
| 2009               |                    |                                       |                                       | Myra Ndjoku Manianga (en)          |
| 2011               |                    | 22 décembre 2011                      | [ JORF 1 ]                            | Christian Atoki Ileka              |
| 2018               |                    |                                       |                                       |                                    |
| 2021               |                    | 22 juillet 2022                       | [ JORF 2 ]                            | Isabel Machik Ruth Tshombe         |
| 2023               |                    | 29 février 2024                       | [ JORF 3 ]                            | Émile Ngoy Kasongo                 |